# Pardosa portoricensis
Pardosa portoricensis är en spindelart som beskrevs av Banks 1901. Pardosa portoricensis ingår i släktet Pardosa och familjen vargspindlar. Inga underarter finns listade i Catalogue of Life.